# Parocyusa rubicunda
Parocyusa rubicunda är en skalbaggsart som först beskrevs av Wilhelm Ferdinand Erichson 1837.  Parocyusa rubicunda ingår i släktet Parocyusa, och familjen kortvingar. Arten är reproducerande i Sverige.